# 大浦理美恵
大浦 理美恵（おおうら りみえ、1978年1月17日 - ）は、埼玉県出身の女優。アンカット所属。かつては演劇集団キャラメルボックス、アルファセレクションに所属していた。

## 出演

### テレビドラマ
- こちら本池上署4（2004年）
- ルームシェアの女（2005年）
- 相棒
  - （2005年） - 沢田明美 役
  - （2007年） - リポーター 役
- 十津川警部シリーズ 第36作（2006年） - 後藤ゆみ 役
- 紅の紋章（2006年）
- 土曜ワイド劇場
  - 終着駅シリーズ 第20作（2006年） - 村川弘美 役
  - 法医学教室の事件ファイル 第38作（2014年）
- 警視庁鑑識課＜第9班＞ミッドナイトブルー（2006年）
- セレブと貧乏太郎（2008年）
- アタシんちの男子 第1話（2009年） - 菜摘 役
- MR.BRAIN 第6話（2009年）
- 任侠ヘルパー 第10話（2009年）
- リアル・クローズ 第4話（2009年） - 山内杏子 役
- 坂の上の雲（2009年）
- CLUB104 夢のマイホーム（2010年） - まどか 役
- ウルトラシリーズ（テレビ東京）
  - ウルトラマンオーブ 第1話（2016年7月9日） - 母親 役
  - ウルトラマンオメガ 第1話（2025年7月5日） - 女性 役
- 孤独のグルメ Season9 第12話 (2021年9月25日、テレビ東京） - 伊藤寛子 役
- 潜水艦カッペリーニ号の冒険（2022年1月3日、フジテレビ） - 町の女性 役
- 正直不動産 第1話（2022年4月5日、NHK） - 銀行員 役
- 仮面ライダーギーツ 第29話（2023年4月2日、テレビ朝日） - リポーター 役
- 藤子・F・不二雄 SF短編ドラマ シーズン3「みどりの守り神」（2025年3月26日、NHK BSプレミアム4K）[2]

### テレビ番組
- エチカの鏡〜ココロにキクTV〜
- 行列のできる法律相談所
- 中居正広の金曜日のスマイルたちへ
- 魔女たちの22時

### 映画
- ホールドアップダウン（2005年）

### CM
- 日本コカ・コーラ 朝チュー編（2006年）
- アキュラホーム（2009年）
- 岩谷産業 たこ焼き器（2009年）
- 日本サプリメント 豆鼓エキスつぶタイプ（2011年）

### 舞台
- よわむしおばけのたんじょうび - コールタール 役
- スパイものがたり
- 棒になった男

※以下、演劇集団キャラメルボックス公演作品
- アンフォゲッタブル - 理香 役
- 賢治島探検記（2002年）
  - ゴーシュ弾かれのセロ - 野ネズミの子供 役
  - 光速銀河鉄道の夜 - タダシ 役
- 太陽まであと一歩 - 上川隆也（少年期） 役
- ナツヤスミ語辞典 - サルカワ 役
- ブラック・フラッグ・ブルース - 光龍 役

### スチール
- 日経トレンディ（2007年）
- NTTレゾナント（2008年）
- ヤマハミュージックスクール（2008年）
- パリミキ（2009年）
- 主婦の友・健康（2009年）
- ヤーマン（2010年）
- UR都市機構（2011年）
- 週刊女性

### ネットムービー
- ウルトラマンオーブ THE ORIGIN SAGA 第1話（2016年） - カノンの民 役

### その他
- スターオーシャン4 -THE LAST HOPE-（2009年） - モーションキャプチャ